# راجاماهندری
شهر راجاماهندری (به انگلیسی: Rajamahendri) با جمعیت ۲۹۶٫۳۷۸ نفر در ایالت آندرا پرادش در کشور هند واقع شده‌است.